# Tillandsia araujei
Tillandsia araujei es una especie de planta epífita dentro del género  Tillandsia, perteneciente a la  familia de las bromeliáceas.  Es originaria de Brasil.

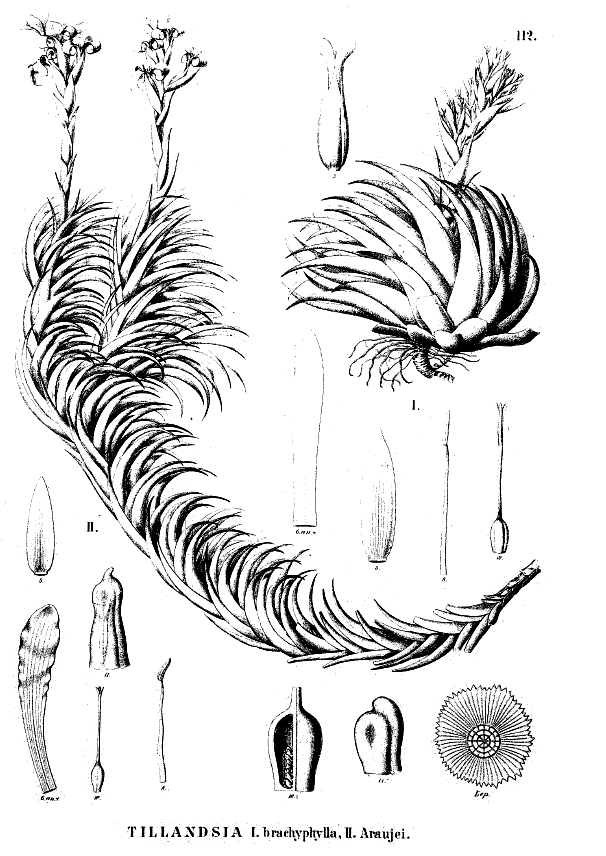
Ilustración

## Descripción
Es una planta perenne con hábito epífita. Los tallos están cubiertos con muchas hojas con entrenudos cortos. La inflorescencia terminal cuenta con brácteas de color rosa y flores blancas.

## Taxonomía
Tillandsia araujei fue descrita por Carl Christian Mez y publicado en Flora Brasiliensis 3(3): 600, pl. 112, f. 2. 1894.
Etimología
Tillandsia: nombre genérico que fue nombrado por Carlos Linneo en 1738 en honor al médico y botánico finlandés Dr. Elias Tillandz (originalmente Tillander) (1640-1693).
araujei: epíteto
Sinonimia
- Tillandsia araujei var. minima E.Pereira & I.A.Penna	[2][3]